# Người tình (phim 1992)
Người tình (tiếng Pháp: L'Amant) là một bộ phim dựa trên tiểu thuyết cùng tên của đạo diễn Jean-Jacques Annaud, với sự tham gia của các ngôi sao Jane March, Lương Gia Huy và Lisa Faulkner. Bộ phim khởi quay tại Việt Nam vào năm 1986, hoàn thành năm 1990 và được ra mắt chính thức vào năm 1992. Thời gian hai năm đầu làm phim chỉ gồm công việc tiền trạm và thiết kế. Phim do hãng Cinematic Hongkong và Liên hiệp điện ảnh băng từ Thành phố Hồ Chí Minh làm dịch vụ. Cuối năm 1991, Người tình đã được công chiếu ở Thành phố Hồ Chí Minh. Việt Nam là quốc gia đầu tiên có vinh dự xem bộ phim nổi tiếng này. Tuy nhiên, bản phim chiếu tại Việt Nam là bản tiếng Pháp đã bị cắt hầu hết cảnh nhạy cảm so với bản tiếng Hoa và tiếng Anh.

## Nội dung
Hai nhân vật chính của phim không có tên, chỉ được gọi bằng "Cô gái trẻ" và "Người đàn ông Trung Hoa". Nhân vật cô gái là con gái của một gia đình nghèo người Pháp ở Việt Nam thời Pháp thuộc địa, cô thường mặc một chiếc váy linen cũ sờn vải linen và đội một chiếc mũ fedore của đàn ông, và thường lén mẹ tô son môi. Cô cùng gia đình gồm mẹ, một người anh trai lêu lổng cùng một người em trai yếu đuối sinh sống ở Sa Đéc, người mẹ là một giáo viên trường làng. Cô là một học sinh ưu tú ở trường và có ước mơ trở thành nhà văn khi lớn lên.
Cô gặp người đàn ông Trung Hoa khi đang trên đường từ Sa Đéc quay lại Sài Gòn sau kì nghỉ lễ trên chuyến phà dọc sông Mê Kông. Người đàn ông Trung Hoa là con trai của một chủ đồn điền giàu có ở Vĩnh Long, anh vừa mới trở về Việt Nam sau chuyến du học ở Paris, Pháp. Sau cuộc nói chuyện đầy gượng gạo, anh mở lời chở cô về lại Sài Gòn trên chiếc limousine của mình. Trên chuyến xe đó cô gái và người đàn ông Trung Quốc trò chuyện với nhau, đa số là người đàn ông mở lời trước, hỏi cô gái và cô nói với anh là năm nay cô 17 tuổi trong khi cô chỉ mới 15 tuổi hơn, còn anh nói mình đã 32 tuổi. Vài ngày sau đó, anh đợi cô trên chiếc limousine ở phía ngoài trường học; sau đó hai người đến một căn phòng nhỏ nằm ở khu người Hoa tại Chợ Lớn, căn phòng mà anh thuê để dành cho nhân tình.
Hai người biết rằng mình không thể nào đến được với nhau, nhất là khi cô sẽ trở về Paris sớm hay muộn, còn anh phải cưới một cô gái khác theo sự sắp xếp của cha mình. Nhận thấy thời gian ở bên nhau không còn bao lâu, họ quyết định ở bên nhau mà không màng tới tương lai cũng như trách nhiệm.
Gia đình của cô gái phát hiện mối tình vụng trộm, nhưng thay vì yêu cầu cô từ bỏ, họ lại muốn cô tiếp tục bởi vì anh ta có thể trả nợ thay cho gia đình của cô. Anh thậm chí còn xin cha mình để cưới cô nhưng cha của anh không đồng ý, ông thà chết còn hơn phải thấy con trai của mình lấy một cô gái da trắng. Cả hai đều bất lực, không lâu sau đó, anh cưới người vợ đã được định sẵn của mình, còn cô lên tàu trở về Pháp.
Nhiều chục năm sau đó, cô gái trẻ đã trở thành nhà văn nổi tiếng. Trong cảnh cuối cùng của phim, người đàn ông Trung Hoa, nay đã có gia đình, gọi điện cho bà khi ông đang ở Pháp. Trong khung cảnh lãnh đạm cùng nhiều kí ức ùa về, người đàn ông Trung Hoa nói rằng ông sẽ không ngừng yêu bà trong suốt quãng đời còn lại của mình.

## Phân vai
- Jane March vai cô gái trẻ người Pháp
- Lương Gia Huy vai chàng trai Hoa kiều
- Frédérique Meininger vai mẹ cô gái
- Arnaud Giovaninetti vai anh trai cô gái
- Melvil Poupaud vai cậu em trai
- Lisa Faulkner vai Helene Lagonelle
- Xiem Mang vai bố chàng trai Hoa kiều
- Philippe Le Dem vai thầy giáo người Pháp
- Ann Schaufuss vai Anne-Marie Stretter
- Ánh Hoa vai bà Đô

## Sản xuất
Phim thực hiện trong 4 năm, từ cuối 1986 đến 1990, trong đó hơn 2 năm đầu chỉ làm công việc tiền trạm và thiết kế. Đạo diễn Jean-Jacques Annaud đã định chọn một nơi khác như Malaysia, Thái Lan, Philippines – những nơi có điều kiện cơ sở vật chất tốt hơn để quay phim. Nhưng cuối cùng, ông vẫn phải quay lại Việt Nam vì cảm thấy phải là Sài Gòn, phải là Việt Nam mới diễn tả được cái không khí thuộc địa mà Marguerite Duras miêu tả trong tác phẩm. Trong cuốn tiểu thuyết, hai nhân vật chính đều vượt qua ranh giới vô hình để rồi đánh thức bản năng của tình yêu và sự nổi loạn của mình. Thế nhưng, khi chuyển thể thành phim, đạo diễn đã dụng ý làm nổi bật sự khám phá bản năng tình dục ở hai con người này. Chính vì điều này, cùng với sự khác nhau trong quan điểm nghệ thuật đã khiến nhà văn Marguerite Duras bỏ cộng tác với đạo diễn Jean-Jacques Annaud. Ngày 2 tháng 1 năm 1992, bà nói với tờ Libération: "Không có gì gắn bó tôi với bộ phim, đó là sự tưởng tượng của Jean-Jacques Annaud".

## Âm thanh
Bản mẫu:Danh sách bài hát

## Phát hành
Khi phim phát hành, chủ đề gây "sốt" trong dư luận khi ấy là những "cảnh nóng" cực sốc ấy là thật hay giả? Jane March phủ nhận rằng cô và Lương Gia Huy làm tình thật nhưng đạo diễn và các nhà sản xuất khi quảng bá cho bộ phim lại ỡm ờ. Mãi về sau, đạo diễn Jean-Jacques Annaud mới khẳng định những "cảnh nóng" đều được thực hiện một cách bí mật tại trường quay ở Thủ đô Paris với sự biên đạo cẩn thận và các diễn viên đóng thế. Càng lùm xùm, bộ phim càng gây được tiếng vang và nhắc tới "Người tình" hiện nay là nhắc tới bộ phim luôn đứng "đầu bảng" trong danh sách bầu chọn những bộ phim tình dục táo bạo nhất trong lịch sử điện ảnh.

## Phản hồi
Những màn làm tình nóng bỏng trong "L’Amant" đã khiến Jane March được Tạp chí "The Sun" đặt biệt danh "Tội đồ từ Pinner", gắn với địa danh là thị trấn quê hương cô.

## Đề cử và giải thưởng
| Giải thưởng       | Ngày nhận giải           | Thể loại                | Người nhận và người được đề cử | Kết quả |
| ----------------- | ------------------------ | ----------------------- | ------------------------------ | ------- |
| Giải Oscar (1993) | Ngày 29 tháng 3 năm 1993 | Quay phim xuất sắc nhất | Robert Fraisse                 | Đề cử   |